# La Souterraine (salle)
Pour les articles homonymes, voir La Souterraine.

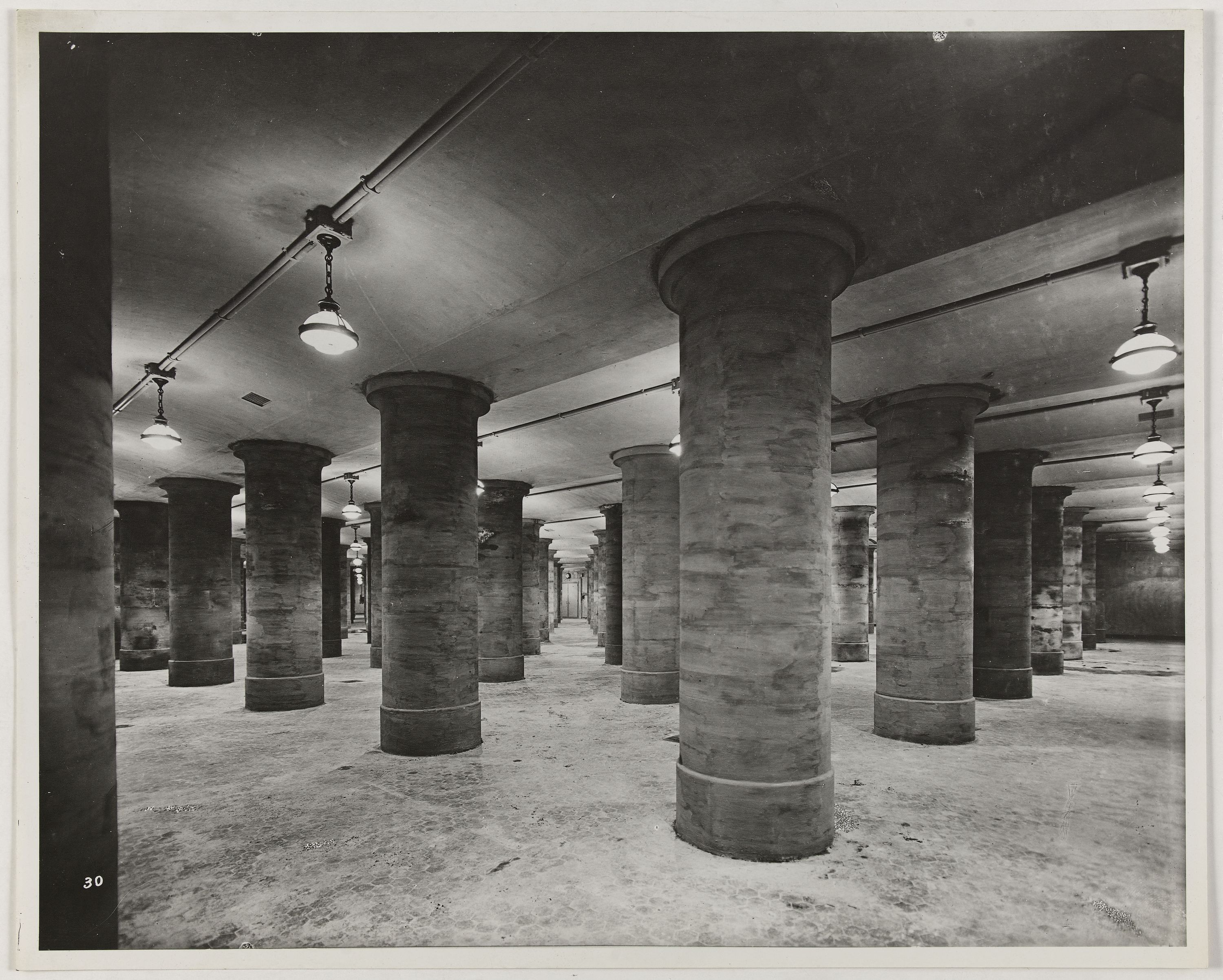
La Souterraine, photographie conservée au musée Carnavalet.

La Souterraine est le surnom du grand coffre-fort appartenant à la Banque de France dans le 1er arrondissement de Paris. D'une superficie de plus de 10 000 m2, elle abrite depuis 1927 les réserves en or de la France.

## Situation et accès
La Souterraine est située dans le sous-sol des bâtiments encadrés par l'hôtel de Toulouse au Nord, la rue Croix-des-Petits-Champs à l'Est, la rue du Colonel-Driant au Sud, et la rue de Valois à l'Ouest.

## Historique

### Du début duXXesiècleà la Seconde Guerre mondiale
Les caves de l'hôtel de Toulouse, siège historique de la Banque de France, servent au XIXe siècle à stocker les réserves de l'institution.
La décision de construire cette salle a été prise vers 1920. En effet, Paris avait été bombardée pendant le siège de 1870 puis pendant la Première Guerre mondiale, et on craignait une nouvelle occupation ennemie ou une insurrection populaire.
Elle est construite de mai 1924 à novembre 1927 par 1 200 ouvriers qui se relaient jour et nuit. Sa construction a nécessité 10 000 tonnes d'acier, 20 000 tonnes de ciment, 50 000 tonnes de sable, 150 000 m3 de remblais et constitue à l'époque le plus grand coffre-fort du monde.
L'auteur Stefan Zweig demande en 1932 à visiter le lieu et obtient cette chance grâce à l'entregent de son éditeur. Il en tire un texte intitulé Visite à la Souterraine, dans lequel il écrit : « le paradis et l'enfer de Dante possédaient sept cercles ; les caves de la Banque de France, elles, en ont peut-être davantage encore ». Ce texte fait l'objet d'une adaptation vidéo en 2016 par Marie Laurence Delaunay sous le titre Stefan Zweig et l'or de la France.
Dans le contexte de l'incertitude politique de l'entre-deux-guerres, la Banque de France et le ministère de l'Intérieur mettent en place des plans d'exfiltration de l'or. En 1932, une note interne de la Banque met en place un plan d'évacuation des réserves en cas d'attaque ennemie. Le Deuxième Bureau, ancêtre de la DGSE, propose également à la Banque de France en avril 1933 un plan d'exfiltration. À cette époque, environ 4 800 tonnes d'or sont stockées dans la Banque, sur les 5 083 tonnes détenues au total par la Banque de France.
La Banque ouvre la Souterraine à la presse pour la première fois en 1937, dans le cadre de l'Exposition internationale qui se déroule à Paris. 2 800 tonnes d'or, en lingots et en pièces, sont alors stockées ; c'est 1 600 tonnes de plus qu'en 1914, mais 2 100 de moins qu'en 1932.

### De la Seconde Guerre mondiale à aujourd'hui
Les accords de Munich font craindre le pire au gouvernement français. Dès septembre 1938, le gouverneur signe un ordre d'évacuation : dans le mois qui suit, 396 camions et 160 wagons acheminent plus de 1 600 tonnes d'or de la Souterraine à des zones en sécurité. Lorsque la Seconde Guerre mondiale commence, la France envoie 400 tonnes d'or au Canada et en Turquie en septembre 1939 sur ordre du gouverneur, Pierre-Eugène Fournier. 
Lors de l'avancée des troupes allemandes en mai 1940, la Banque, en accord avec le gouvernement, met en action le plan d'évacuation de l'or de la Banque de France.
La Wehrmacht prend Paris et envoie des émissaires prendre le contrôle de la Banque de France le 15 juin 1940 à 19 h 15. La Souterraine est presqu'entièrement vide. Lorsque les nazis font l'inventaire, il ne reste ni or ni devise et seulement 200 000 à 300 000 francs en billets dans les 800 coffres de la Banque. 
Le stock français, dispersé entre le Sénégal, la Martinique et les États-Unis, est rapatrié en 1946 sur demande du dirigeant du Gouvernement provisoire de la République française, Charles de Gaulle. 
La Banque de France met à exécution un plan d'évacuation des réserves d'or lorsque l'intervention soviétique dans la guerre de Corée en juin 1950 fait craindre une invasion de l'Europe. Le gouvernement décide d'envoyer l'or dans les colonies françaises. En janvier 1951, le ministre des Finances Maurice Petsche enjoint le gouverneur Wilfrid Baumgartner d'« accentuer la dispersion de l'encaisse-or » en Afrique, et notamment à Oran et à Brazzaville où sont acheminées par mer 130 tonnes de métal jaune. L'or est rapatrié en partie (16 tonnes) en 1952, par voix aérienne, et le reste par le Dixmude en 1959,. 
En 2003, un des employés gérant la Souterraine découvre dans un des coffres des documents historiques relatifs à la gestion de la salle et de ses réserves pendant la Seconde Guerre mondiale. 
En 2019, la Banque de France détient encore des vieilles réserves monétaires comme des pièces de 20 dollars américains, dont la valeur est aujourd'hui estimée aux alentours de 2 000 dollars par pièce.

## Description
L'accès à la Souterraine se fait en deux étapes. Il faut d'abord prendre un ascenseur, qui s'arrête au quatrième étage sous terre. Il faut ensuite emprunter un second ascenseur, qui permet de descendre au huitième sous-sol. L'accès à la salle est hautement sécurisé grâce à une porte blindée de 8 tonnes et un bloc de ciment de 17 tonnes qui, en venant s'encastrer dans une tourelle pivotante, forment une barrière infranchissable. La tourelle de béton et d'acier pèse 130 tonnes.
La Souterraine fait 11 000 m2, d'un seul tenant. Elle se trouve au huitième sous-sol, à 26 mètres de profondeur. Elle compte 658 piliers, chacun d'entre eux pouvant supporter un poids de 410 tonnes. Le plafond en béton de la Souterraine mesure 6,5 mètres d'épaisseur ; il est séparé de la rue par de la roche et une nappe phréatique,.
L'or, conditionné en palettes, en boîtes ou dans des armoires, repose dans des chambres fortes sises dans des serres, ainsi que dans des armoires métalliques.
En 2012, la Souterraine stocke de l'or d'une valeur de 110 milliards d'euros environ. 90 % du stock d'or français y est enterré, les 10 % restant étant à la Banque d'Angleterre et à la Réserve fédérale des États-Unis.
Elle stocke non seulement l'or français, mais aussi celui de divers pays cherchant à sécuriser leur stock d'or. Le nom des pays dépositaires d'or dans la Souterraine n'est pas communiqué par la Banque de France. Il est révélé en 2015 que l'Allemagne y stocke une partie de ses réserves. La Banque révèle en 2019 que 55 % des 100 tonnes de pièces détenues dans la Souterraine sont d'origine étrangère.
En mars 2025, avec la récente hausse du cours de l'or (environ 2 800 euros l'once), la valeur du stock d'or de la France s'élève à un niveau théorique de plus de 200 milliards d'euros. 
En 2018, un autre coffre géant est créé à La Courneuve afin d'y conserver les billets. Le coffre est le plus grand coffre-fort d'Europe.
La Souterraine peut également servir d'abri anti-aérien car elle est équipée de cuisines, de lavabos et de réfrigérateurs, permettant à 3 000 personnes de s'y réfugier en cas de conflit.

## Dans la fiction
Si la construction de la Souterraine est fortement médiatisée dans les années 1920, son existence l'est beaucoup moins depuis. Bertrand Puard publie en 2013 le quatrième tome de sa série policière Les Effacés, qui met en scène un vidage de la Souterraine.
Paul Vecchiali en fait également un lieu de l'intrigue de son roman L'Affaire Pallas.